# Соната для фортепиано № 6 (Фейнберг)
Соната для фортепиано № 6, соч. 13 ― произведение Самуила Фейнберга, написанное им в 1923 году.

## История
По свидетельству брата композитора Леонида, соната была исполнена автором 18 мая 1924 года в Ленинграде на концерте, в программу которого также входили сонаты: № 2 Мясковского, № 3 Александрова, № 4 Прокофьева и № 5 Скрябина.
Первое исполнение сонаты за пределами Советского Союза состоялось 4 сентября 1925 года на фестивале Всемирные дни музыки в Венеции (композитор сам сыграл своё сочинение). На премьере произведения присутствовали известные композиторы того времени ― Игорь Стравинский и Арнольд Шёнберг. Сочинение было хорошо принято публикой; оно по сей день остаётся единственной фортепианной сонатой Фейнберга, получившей широкое распространение.
Данная композиция, как и все сонаты №№ 1–6, была записана пианистом Кристофом Сиродо в 2003 году (сонаты №№ 7–12 записал Николаос Самалтанос). Также произведение записали Виктор Бунин (Мелодия, 1980; Classical Records, 2006), Хидейо Харада (DIVOX, записана в 1991, выпущена в 1996), Юрий Фаворин (Мелодия, 2016), Марк-Андре Амлен (Hyperion, 2020) и Евгений Стародубцев (Moscow Conservatory Records, 2022).

## Структура

Отрывок

Соната состоит из одной части продолжительностью около 15 минут. Несмотря на то, что произведение начинается и заканчивается в pianissimo (последняя нота вообще имеет пометку pppp), оно содержит множество секций напряжённого характера ― например, в разделе furioso некоторые аккорды обозначены как sffff.
Сочинение открывается чередой кварт и тритонов ― мелодической особенностью, которая проявляется повсюду на протяжении всего произведения. Основные темы сонаты звучат в си миноре и в фа миноре (в средней части). Расстояние между первыми ступенями этих тональностей равно тритону.

### Эпиграф
В издании Universal Edition 1925 года эпиграфом к сонате является цитата из книги Освальда Шпенглера «Закат Европы»:
Бой часов, жуткий символ убегающего времени, звучащий днём и ночью с бесчисленных башен Западной Европы, есть, может быть, самое чудовищное выражение, которое вообще способно дать себе историческое мироощущение.
В нотах, выпущенных издательством «Советский композитор» в 1978 году, в качестве эпиграфа к произведению взяты первые две строфы стихотворения Фёдора Тютчева «Бессонница».

## Критика
Голландский журнал De Telegraaf сравнил данное сочинение с сонатой для фортепиано Стравинского.
Композитор и пианист Анатолий Александров говорил:
Если бы мне предложили выбрать из всей музыкальной литературы десять самых лучших мест, я бы включил в это число коду из Шестой сонаты [Фейнберга].
Рецензент Колин Кларк отозвался о произведении следующим образом:
Шестая соната, вероятно, является лучшим произведением в наборе [сонат Фейнберга]. Она включает в себя целый мир отсылок ― колокольный звон в её начале, кажется, напоминает «Затонувший собор» Дебюсси (Прелюдии, тетрадь I), также чувствуется влияние Яначека и Шёнберга <…> Некоторые повторяющиеся блок-аккорды (около 6 минуты) звучат даже как отрывки из ранней электронной музыки Штокхаузена! Исполнение сонаты Кристофом Сиродо чудесно. Именно здесь его виртуозность достигает своего пика. 

Структура Шестой сонаты определяется её идеями ― здесь нет никакого повторения тем, только ощущение непрерывного движения и развития. Как пишет Сиродо, «композитор, кажется, оказывается на острие апокалиптического меча, и слушатель остаётся пленён духом смятения и даже непоправимой трагедии, царящей в этом произведении». Часто мрачная и жестокая, но также содержащая пассажи «мессиановской» яркости, эта соната является проявлением силы, сочинением, которое просто отказывается отпускать от себя слушателя. <…> [Соната] заставляет слушателя погрузиться в раздумья, как бы оставляя его «висеть в воздухе».